# Rubén Ramírez Hidalgo
Rubén Ramírez Hidalgo (Alicante, 6 de Janeiro de 1978) é um tenista profissional espanhol, seu melhor ranking de simples na ATP N. 50, em 2006.
Na segunda rodada do Masters Series de Monte Carlo 2008 ele ganhava do suiço Roger Federer,número um do mundo,por 1-6;6-3 e 4-0 no 3º set.Com o suiço sacando com 15-0 no 5º game do set,Hidalgo quis fazer uma "gracinha" com Federer,tentando lhe aplicar uma passada paralela de Gran Willy mas sem sucesso;sendo que até aquele momento Federer não mostrava poder de reação,o que acabou mudando o rumo da partida após tal lance.O espanhol que chegou a ter 5-1 no set,viu o melhor do mundo vencer a partida com 7-1 no tie-break.
Encerrou o ano de 2011 como o número 130º do mundo.